# Corgo
Corgo (galicisk: O Corgo) er en by og kommune i det nordvestlige Spanien i provinsen Lugo. Den har et indbyggertal på 3.370 (2024) indbyggere.